# Galerga malchus
Galerga malchus is een vlinder uit de familie van de dikkopjes (Hesperiidae). De soort is voor het eerst wetenschappelijk beschreven als Cyclopides malchus door Paul Mabille in een publicatie uit 1879.
De soort komt voor in de bossen van Madagaskar.